# Thelymitra dedmaniarum
Thelymitra dedmaniarum är en orkidéart som beskrevs av Richard Sanders Rogers. Thelymitra dedmaniarum ingår i släktet Thelymitra och familjen orkidéer. Inga underarter finns listade i Catalogue of Life.